# Ronald Verch
Ronald Verch, född den 10 februari 1986, är en tysk kanotist.
Han tog bland annat VM-guld i C-1 5000 meter i samband med sprintvärldsmästerskapen i kanotsport 2010 i Poznań.